# Milo Goodrich

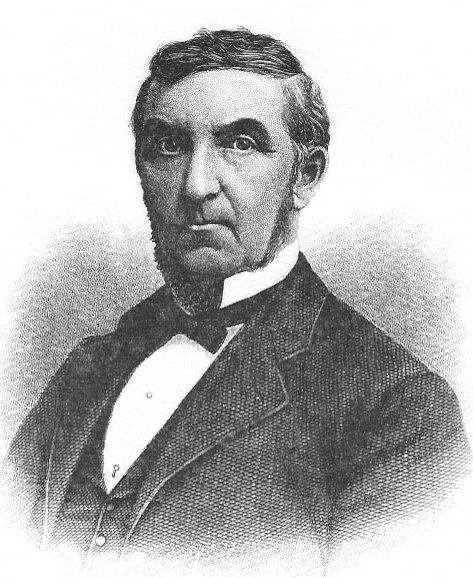
Milo Goodrich

Milo Goodrich (* 3. Januar 1814 in East Homer, New York; † 15. April 1881 in Auburn, New York) war ein US-amerikanischer Jurist und Politiker. Zwischen 1871 und 1873 vertrat er den Bundesstaat New York im US-Repräsentantenhaus.

## Werdegang
Milo Goodrich wurde während des Britisch-Amerikanischen Krieges im Cortland County geboren. Die Familie zog 1816 nach Cortlandville. Er besuchte die South Cortland District School, die Cortland Academy in Homer und das Oberlin College in Ohio. Danach unterrichtete er an Schulen in New York, Pennsylvania und Ohio. Er studierte Jura. Nach dem Erhalt seiner Zulassung als Anwalt 1840 in Worcester (Massachusetts) praktizierte er zwei Jahre lang in Beloit (Wisconsin). 1844 kehrte er nach New York zurück und ließ sich in Dryden nieder. Am 2. Oktober 1849 wurde er Postmeister in Dryden – ein Posten, den er bis zum 25. Juni 1853 innehatte. Er nahm 1867 und 1868 an der Verfassunggebenden Versammlung von New York teil. Politisch gehörte er der Republikanischen Partei an.
Bei den Kongresswahlen des Jahres 1870 für den 42. Kongress wurde Goodrich im 26. Wahlbezirk von New York in das US-Repräsentantenhaus in Washington, D.C. gewählt, wo er am 4. März 1871 die Nachfolge von Giles W. Hotchkiss antrat. Er erlitt bei seiner erneuten Kandidatur 1872 eine Niederlage und schied dann nach dem 3. März 1873 aus dem Kongress aus.
Nach seiner Kongresszeit ging er wieder seiner Tätigkeit als Anwalt nach. 1875 zog er nach Auburn. Dort praktizierte er weiter als Anwalt. Er verstarb am 15. April 1881 in Auburn. Sein Leichnam wurde dann auf dem Green Hills Cemetery in Dryden beigesetzt.